# Guillermo Luis Ortiz
Guillermo Luis Ortiz (Rosario, Santa Fe, Argentina; 9 de agosto de 1992) es un futbolista argentino. Juega de defensor central en Colón de Santa Fe de la Primera B Nacional de Argentina.

## Trayectoria
El primer club de Ortiz fue Newell's, donde debutó. Luego de pasar por las filas juveniles en el club, hizo su debut en el primer equipo el 29 de noviembre de 2011 en un partido de la Copa Argentina contra Patronato. Su debut en la liga se produjo el 9 de marzo de 2012 frente a Colón. Tuvo treinta y nueve apariciones para Newell en sus próximas cuatro temporadas. El 16 de enero de 2015, Ortiz se unió a Aldosivi en calidad de préstamo. Su primer partido para Aldosivi fue el 16 de marzo en liga contra Belgrano, y anotó el primer gol de su carrera en agosto contra San Martín de San Juan, tras una asistencia Jonathan Galván a los dos minutos de iniciado el partido. En total, Ortiz jugó treinta y seis partidos antes de regresar a Newell's, teniendo una gran continuidad.
En julio de 2016 se fue a préstamo a Colón, bajo la dirección de Paolo Montero, hasta que en 2017 lo reemplazo Eduardo Domínguez. Su debut con Colón fue el 30 de agosto contra su antiguo club, Aldosivi. Ortiz metería un importante gol, con asistencia del paraguayo Iván Torres, en el triunfo de 2 por 0 contra el clásico rival de Colón, Unión de Santa Fe, siendo este el clásico santafesino n° 106.
 El 28 de noviembre de 2022 se haría oficial, pero ya tiene todo acordado para ser nuevo jugador de la Lepra. Llegaría a préstamo hasta diciembre de 2023 y con opción de compra.
En el 2022, jugó 27 de los 45 partidos del Tomba. Sólo participó en 3 de los últimos 19 encuentros.

## Estadísticas
| Club                        | Temporada  | Liga  | Liga  | Copas nacionales | Copas nacionales | Torneos internacionales | Torneos internacionales | Total | Total |
| Club                        | Temporada  | Part. | Goles | Part.            | Goles            | Part.                   | Goles                   | Part. | Goles |
| --------------------------- | ---------- | ----- | ----- | ---------------- | ---------------- | ----------------------- | ----------------------- | ----- | ----- |
| Newell's Old Boys Argentina | 2011-12    | 9     | 0     | 1                | 0                | -                       | -                       | 10    | 0     |
| Newell's Old Boys Argentina | 2012-13    | 7     | 0     | 1                | 0                | -                       | -                       | 8     | 0     |
| Newell's Old Boys Argentina | 2013-14    | 17    | 0     | 1                | 0                | 1                       | 0                       | 19    | 0     |
| Newell's Old Boys Argentina | 2014-15    | 6     | 0     | -                | -                | -                       | -                       | 6     | 0     |
| Aldosivi Argentina          | 2014-15    | 19    | 1     | 1                | 0                | 3                       | 0                       | 23    | 1     |
| Aldosivi Argentina          | 2016       | 13    | 0     | 1                | 0                | -                       | -                       | 14    | 0     |
| Total club                  | Total club | 32    | 1     | 2                | 0                | 3                       | 0                       | 37    | 1     |
| Colón Argentina             | 2017       | 27    | 1     | 1                | 0                | -                       | -                       | 28    | 1     |
| Colón Argentina             | 2018       | 25    | 2     | 2                | 0                | 4                       | 0                       | 31    | 2     |
| Colón Argentina             | 2019       | 15    | 0     | 3                | 0                | 8                       | 1                       | 26    | 1     |
| Colón Argentina             | 2020       | 10    | 0     | 0                | 0                | 0                       | 0                       | 10    | 0     |
| Total club                  | Total club | 77    | 3     | 6                | 0                | 12                      | 1                       | 95    | 4     |
| Atlético Tucumán Argentina  | 2020-21    | 4     | 0     | 21               | 2                | 3                       | 0                       | 27    | 2     |
| Total club                  | Total club | 4     | 0     | 21               | 0                | 3                       | 0                       | 27    | 2     |
| Godoy Cruz Argentina        | 2021-22    | 27    | 1     | 17               | 1                | 0                       | 0                       | 44    | 2     |
| Total club                  | Total club | 27    | 1     | 17               | 1                | 0                       | 0                       | 44    | 2     |
| Newell's Old Boys Argentina | 2023       | 15    | 1     | 10               | 0                | 6                       | 0                       | 31    | 1     |
| Total club                  | Total club | 54    | 1     | 13               | 0                | 7                       | 0                       | 74    | 1     |
| Audax Italiano · Chile      | 2024       | 24    | 0     | 2                | 1                | -                       | -                       | 26    | 1     |
| Total club                  | Total club | 24    | 0     | 2                | 1                | -                       | -                       | 26    | 1     |
| Total                       | Total      | 218   | 6     | 61               | 2                | 25                      | 1                       | 303   | 11    |
| 1. 2. 3.                    |            |       |       |                  |                  |                         |                         |       |       |

## Palmarés

### Logros
| Torneo           | Club              | Sede    | Año  |
| ---------------- | ----------------- | ------- | ---- |
| Primera División | Newell's Old Boys | Rosario | 2013 |